# Jean Genet
Jean Genet (París, 19 de diciembre de 1910-París, 15 de abril de 1986) fue un novelista, dramaturgo y poeta francés, cuya obra expresa una profunda rebelión contra la sociedad y sus costumbres. Sus restos mortales descansan en un cementerio de Larache, una ciudad del norte de Marruecos, por voluntad propia.

## Biografía

### Primeros años
Nació en París el 19 de diciembre de 1910. De padre desconocido, su madre, Camille Gabrielle Genet (1888-1919), lo entregó a la asistencia pública con siete meses. El joven Genet fue criado con una familia adoptiva de Morvan (la familia Régnier, artesanos del pueblo Alligny-en-Morvan (según la biografía de Edmund White), con los que permaneció hasta los 13 años, y le procuró su escolarización, en un entorno protegido y con una madre de adopción que le cuidaba. Durante su periodo escolar fue un alumno aventajado, y obtuvo las más altas calificaciones. A pesar de esto, no le permitieron continuar los estudios de secundaria, y fue apartado de oficio de su familia adoptiva y forzado a ingresar en un internado de formación profesional en 1924. Por su vocación artística, se fugó un mes más tarde, y encadenó fuga tras fuga, vagabundeando, hasta que finalmente fue detenido en 1926; ingresó en la prisión juvenil de Mettray, hasta cumplir la mayoría de edad.[cita requerida]
A la edad de diez años, cometió su primer robo. Edmund White sugiere que los detalles delictivos acerca de su infancia y adolescencia pudieran haber sido exagerados por el mismo Genet para fundar su propia mitología y justificar una "profunda asociabilidad". Sobre su vida de presidiario adolescente escribió en 1946 Miracle de la Rose (El milagro de la rosa) (París: Gallimard, 1951).
A los 18 años se alistó voluntariamente en la legión extranjera, para poder salir del reformatorio, lo que lo llevó a conocer el Norte de África y el Oriente próximo. Desertó y retornó a París, donde sobrevivió de pequeños robos y de la prostitución que lo llevaron varias veces a la cárcel, pasando entre rejas un total de cuatro años. Cuando escapó de ella, prosiguió sus andanzas como vagabundo, ladrón y chapero por toda Europa. Sobre estas andanzas personales escribió en Journal du voleur (Diario del ladrón) (París: Gallimard, 1949).

### Regreso a París
En 1937 regresó a París, donde entró y salió de la cárcel en numerosas ocasiones acusado de robo, mendicidad, falsificación de documentos y conducta impúdica y obscena. Una vez más en prisión escribió el poema Le condamné à mort (1942), cuya edición costeó de su propio bolsillo, y en 1944 la novela Notre Dame des Fleurs (Santa María de las Flores en la traducción al castellano) (Lyon: Barbezat-L'Arbalète, 1948).
Tras diez condenas consecutivas, sobre Genet pendía la amenaza de la cadena perpetua. No obstante, personajes de la vida artística e intelectual francesa como Jean-Paul Sartre, Jean Cocteau (quien utilizó su influencia para la publicación de Notre Dame des Fleurs) o Pablo Picasso pidieron el indulto al presidente de la república y su condena fue finalmente revocada en 1948. Genet nunca volvería a ser encarcelado.
En 1949 ya había publicado cinco novelas, tres obras teatrales y varios poemas. En ellas retrataba de forma totalmente explícita y provocadora tanto el crimen como la homosexualidad, motivo por el que su obra fue no solo censurada, sino prohibida en muchos países. Por otro lado, debido a la devastadora depresión que para Genet supuso su propio análisis en el largo ensayo de Sartre Saint Genet comédien et martyr (1952), dejó de escribir durante años.
En 1961 había escrito nuevas piezas teatrales así como el ensayo Ce qui est resté d'un rembrandt déchiré en petits carrés, analizado por el filósofo deconstructivista Jacques Derrida en su obra Glas.
Su vida amorosa durante este intervalo de tiempo estuvo estrechamente ligada a Abdallah, un funambulista que acabó con su propia vida en 1964. Tras este suceso, Genet también intentó suicidarse.
En 1964 violó en reiteradas ocasiones a Carole Achache, una niña de 12 años que era hija de su amiga, la escritora Monique Lange, esposa en aquel momento del escritor español Juan Goytisolo.

### Activismo político
A finales de los años 1960, se acentuó su compromiso político, especialmente después de los eventos de Mayo del 68 (incluso homenajeó a Daniel Cohn-Bendit, líder de los estudiantes revolucionarios), declarando que si bien se trataba de una revolución imposible, lo importante era que "la ideología del Mayo Francés es una mezcla de exaltación de la juventud y de rechazo a la autoridad y a la jerarquía". Participó en manifestaciones para llamar la atención sobre las penosas condiciones de vida de los inmigrantes en Francia. Sus convicciones políticas le llevaron también a apoyar a los Panteras Negras, que le invitaron a los Estados Unidos. Allí vivió durante tres meses en 1970, dando charlas, asistiendo al juicio de Huey Newton (su líder), y escribiendo artículos para sus periódicos. También en 1970 tuvo acceso a los campos de refugiados en los Territorios Palestinos, entrevistándose secretamente con Yasir Arafat. Profundamente influido por estas experiencias escribió su última, póstuma y larga novela Un Captif Amoureux (Un cautivo enamorado) (Gallimard;1986 que tradujeron al castellano, para la Editorial Debate, María Teresa Gallego Urrutia y María Isabel Reverte Cejudo en 1988). En ella Genet recoge los textos elaborados durante su estancia en Jordania y Líbano al lado de los fedayín. También apoyó el grupo de información para presidiarios con Angela Davis, George Jackson, Michel Foucault y Daniel Defert. Trabajó con Foucault y con Sartre en sus protestas contra la brutalidad policial contra los argelinos en París. Esta brutalidad era permanente desde la guerra de la independencia de Argelia, y provocaba la aparición de cadáveres apaleados y torturados flotando en el Sena.

### Últimos años
En 1982 Jean Genet, que se encontraba en Beirut, fue uno de los primeros europeos en entrar en el campo de refugiados palestinos de Sabra y Chatila donde tan solo horas antes los falangistas (kataeb) libaneses acababan de asesinar a cientos de sus habitantes. El resultado de esta visita es su texto Quatre heures à Chatila (4 horas en Chatila), que fue publicado en una versión censurada en el número de enero de 1983 de la Revue d´Etudes palestiniennes. Una traducción de la versión oficial de este texto al castellano puede encontrarse en CSCA[¿cuál?]. El 19 de diciembre de 1983, en una de sus escasas apariciones públicas, leyó fragmentos de su obra en la inauguración de una exhibición sobre la masacre de Sabra y Chatila organizada por la International Progress Organization en Viena, Austria. Había sido invitado por el filósofo Hans Köchler.[cita requerida]
En 1983, el Ministerio de Cultura francés le concedió el Premio Nacional de las Letras de Francia.
Poco tiempo después, Genet desarrolló un cáncer de garganta. Fue hallado muerto el 15 de abril de 1986. Por voluntad propia, fue enterrado en el cementerio español de Larache, Marruecos, en una tumba orientada a La Meca.

## Estilo
Su literatura es notablemente autobiográfica pero, a la vez, mitificadora, porque convierte al delincuente en héroe. El héroe de Genet es un hombre que invierte los valores de la sociedad. Pervierte la figura del buen ladrón y lo convierte en un héroe que accede al absoluto a través del mal. Convierte lo más sórdido en una especie de poesía. Su literatura juega con la provocación moral y mezcla lo ficticio y lo real. Witold Gombrowicz dijo de él que convierte la fealdad en belleza. 
En su  obra encontramos continuamente el retrato de una miseria lírica, en la que se imponen las historias de amor, y donde los delincuentes dejan entrever su ternura.

## Obra
Desde 1940 a 1946, escribe sus primeras obras en las cárceles de Fresnes, Tourelles y Santé. Su primera novela, considerada la mejor de sus obras, fue Santa María de las Flores (1944), que narra un viaje por el inframundo del hampa parisina. Dos años más tarde, en El milagro de la rosa (1946), escribe sobre su vida en la prisión y el reencuentro con antiguos amantes juveniles del reformatorio. Sin embargo, en 1947, su prosa toma un giro inesperado con la novela Pompas fúnebres, redactada con un lenguaje más hermético y experimental que las anteriores. En esta, su tercera novela, Genet recuerda los combates en París, en los últimos momentos de la ocupación nazi, y lo hace a través de uno de sus antiguos amantes, miembro de la Resistencia. No obstante, la trama es un mero armazón narrativo para desarrollar un ejercicio demoledor de estilo literario y provocación moral. Una provocación que aún se hará más evidente en su siguiente novela: Querelle de Brest (1947), sin duda su obra más conocida y celebrada, siempre al borde del abismo, con un estilo duro e impactante, que narra la redención de un asesino a través del envilecimiento. Una visión muy distinta al santo delincuente, al vagabundo eterno que protagoniza en su obra autobiográfica Diario del ladrón (1949), donde rememora sus propias andanzas como trotamundos, carterista y prostituto en los años treinta; en el Barrio Chino de Barcelona, en los años anteriores a la Guerra Civil.

### Autobiografía
- Diario del ladrón (1949)

### Novelas
- Santa María de las Flores (1944)
- El milagro de la rosa (1946)
- Pompas fúnebres (1947)
- Querelle de Brest (1947)

### Teatro
- Las criadas (1947)
- Severa vigilancia (1949)
- El balcón (1956)
- Los negros (1959)
- Los biombos (1961)
- Elle (1989)
- Splendid's (1993)
- Le bagne (1994)

### Cine
- Un chant d'amour (1950)

### Textos
- 4 horas en Chatila (1983)
- Un cautivo enamorado (1986)

### Poesía
- El condenado a muerte (1942)
- La Galère (1944)
- Chants secrets (Le Condamné à mort, Marche funèbre), L'Arbalète, Décines (Lyon), 1945.
- Un chant d'amour (1946)
- Le Pêcheur du Suquet (1946)

### Sobre Genet
- Saint Genet comédien et martyr, por Jean-Paul Sartre.
- Querelle de Brest, cuya versión cinematográfica fue el último largometraje de Rainer Werner Fassbinder.
- La película Poison, de Todd Haynes (1991), se basó en la obra de Genet.
- La canción Jean Genie, de David Bowie, está inspirada en él.
- La canción Beautiful Boyz, de CocoRosie, es un homenaje a su vida.
- La canción Lady of the Flowers, de Placebo, se titula así por la novela Santa María de las Flores.